# メルクリン-6088
Märklin-6088 (s88)はメルクリンデジタルを構成する装置の一つである。
s88フィードバックモジュールは16の入力端子を持ち線路に組み込まれたスイッチに接続することが出来る。16の端子のいずれかへの入力はスイッチに接続されs88モジュールの信号はそれぞれのポートはグラウンドにつながる事で電圧が降下したことによって車両の位置を知らせる。インターフェースを通してメモリーによって情報をコンピュータで読むことが出来る。